# Made in Abyss
Made in Abyss (jap. メイドインアビス Meido in Abisu) – manga autorstwa Akihito Tsukushiego, publikowana w magazynie internetowym „Web Comic Gamma” od października 2012. W Polsce manga ukazuje się nakładem wydawnictwa Kotori.
Na podstawie mangi studio Kinema Citrus wyprodukowało serię anime, która emitowana była od lipca do września 2017. Premiera filmu, będącego sequelem pierwszego sezonu odbyła się w Japonii w styczniu 2020. Emisja drugiego sezonu trwała od lipca do września 2022.

## Fabuła
Osierocona dziewczynka o imieniu Riko mieszka w sierocińcu Belchero w mieście Orth. Miasto położone jest na skraju gigantycznej dziury znanej jako Otchłań. W Otchłani znajdują się artefakty i pozostałości po dawno wymarłych cywilizacjach, dlatego też jest ona popularnym celem tak zwanych czeluśników, którzy wyruszają na żmudne i niebezpieczne wyprawy w głąb wypełnionej mgłą czeluści, aby zdobyć znajdujące się tam relikty. Powrót z Otchłani może być niebezpieczny, ponieważ po wejściu do niej ujawnia się tak zwana „klątwa Otchłani”, tajemnicze i potencjalnie śmiertelne objawy, występujące przy powrocie z niższych warstw, a im głębiej się zejdzie, tym bardziej dotkliwe są ich skutki; niewielu z tych, którzy zeszli w niższe rejony, powróciło, by móc opowiedzieć o swoich doświadczeniach. Niektórzy legendarni czeluśnicy otrzymali tytuł białych gwizdków. Jednym z nich jest matka Riko, Lyza, która została uznana za zmarłą po „ostatnim zejściu” do Otchłani.
Riko pragnie pójść w ślady matki i zostać białym gwizdkiem. Pewnego dnia na pierwszej warstwie Otchłani odkrywa robota przypominającego chłopca i nadaje mu imię Reg. Riko i jej przyjaciele przemycają Rega do sierocińca i szybko przyjmują go do swojej zgranej grupy. Jakiś czas później z głębi Otchłani zostają wydobyte liczne znaleziska, w tym biały gwizdek Lizy oraz kartki z odkryciami i obserwacjami, których dokonała, a także wiadomość prawdopodobnie dla Riko, mówiąca, że czeka ona na dnie Otchłani. Riko, zdeterminowana, by odnaleźć matkę, żegna się z przyjaciółmi i potajemnie wyrusza do Otchłani wraz z Regiem.

## Bohaterowie

### Główni
- Riko (jap. リコ)

Seiyū: Miyu Tomita 
Energiczna dwunastolatka, pragnąca iść w ślady swojej matki, która zniknęła w Otchłani 10 lat temu. Jest czeluśniczką szkolącą się w sierocińcu Belchero. Pomimo surowej polityki, nakazującej oddawanie wszystkich znalezisk w celu pokrycia kosztów utrzymania przybytku, Riko potajemnie weszła w posiadanie kilku z nich i ukradła co najmniej jeden cenny relikt z biura dyrektorki sierocińca. Jej matka Lyza urodziła ją podczas misji w Otchłani. Pomimo tego, że Riko urodziła się martwa, Lyza i Ozen sprowadziły ją z powrotem z głębin Otchłani za pomocą reliktu zwanego Naczyniem Odpędzającym Klątwę. Jednak w wyniku klątwy Riko nosi okulary, ponieważ boli ją głowa, jeśli nie patrzy na świat przez kryształowe soczewki.
- Reg (jap. レグ Regu)

Seiyū: Mariya Ise 
Chłopiec z amnezją, który jest pół człowiekiem, pół androidem. Nie pamięta swojego imienia po tym, jak został znaleziony przez Riko na pierwszej warstwie Otchłani. Dziewczyna nadaje mu imię Reg po psie, którego niegdyś miała. Jego mechaniczne ramiona są rozciągliwe i mogą wystrzelić śmiercionośną wiązkę energii zdolną stopić nawet kamień. Riko nazwała tę broń Spopielaczem. Po każdym użyciu broni, kiedy Reg zakłada swój hełm, mieni się on tajemniczymi, zmieniającymi się wzorami. Światła na hełmie zdają się wskazywać ilość posiadanej przez niego energii, a Nanachi zasugerowała, że podobnie jak w przypadku innych reliktów o podobnych wzorach, gdy światła zgasną, Reg może przestać działać, jeśli nie zostanie naładowany.
- Nanachi (jap. ナナチ)

Seiyū: Shiori Izawa 
Dziewczyna o nieco króliczych cechach, która została spaczona klątwą. Jako ludzkie dziecko, mieszkała w slumsach i żywiła się odpadkami. Niedługo po zwerbowaniu przez Bondrewda pod sugestią, że zostanie wyszkolona na jednego z czeluśników, Nanachi zaprzyjaźnia się z młodą dziewczyną o imieniu Mitty. Podczas ich zejścia do Otchłani razem zostają wysłane na szóstą warstwę w ramach jednego z eksperymentów Bondrewda. Po powrocie Nanachi częściowo utraciła swoje człowieczeństwo, podczas gdy Mitty stała się nieśmiertelnym, amorficznym stworzeniem pozbawionym świadomości. Nanachi uciekła z Mitty z laboratorium Bondrewda, aby oszczędzić jej bólu powodowanego okrutnymi eksperymentami i opiekowała się nią aż do jej fizycznej śmierci. Następnie zgadza się dołączyć do Riko i Rega w ich wyprawie.
- Faputa (jap. ファプタ)

Seiyū: Misaki Kuno 
Istota znana jako „Księżniczka Pustek”, która żyje na szóstej warstwie. Poznała i zaprzyjaźniła się z Regiem, zanim ten stracił pamięć. Kiedy ponownie go spotyka, jest na niego zła o to, że o niej zapomniał. Jest także zazdrosna o jego przyjaźń z Riko i Nanachi, ale później zaprzyjaźnia się z nimi i dołącza do grupy w ich wyprawie na dno Otchłani.

### Sierociniec Belchero
- Dyrektorka (jap. 院長 Inchō)

Seiyū: Yōko Sōmi 
Dyrektorka sierocińca Belchero w mieście Orth. Jest dość surowa i ma wymyślne kary dla dzieci, które nie przestrzegają zasad przybytku.
- Jiruo (jap. ジルオ) / Wódz (jap. リーダー Rīdā)

Seiyū: Taishi Murata 
Młody asystent instruktora („Księżycowy Gwizdek”) w sierocińcu Belchero, który był kiedyś podopiecznym Lyzy, a także opiekował się Riko po jej narodzinach. Choć jest surowy, jest również niezwykle spostrzegawczy i bystry, a za jego pozornie beztroskim usposobieniem kryje się współczująca i uczciwa dusza. Jego uczniowie powszechnie nazywają go wodzem. Obecnie ma 20 lat.
- Nat (jap. ナット Natto)

Seiyū: Mutsumi Tamura 
Jeden z przyjaciół Riko w sierocińcu Belchero. Sugeruje się, że coś do niej czuje, ponieważ to on był najbardziej przeciwny jej zejściu do Otchłani.
- Shiggy (jap. シギー Shigī)

Seiyū: Manami Numakura 
Kolejny przyjaciel Riko z sierocińca Belchero. Pomógł jej ukryć pochodzenie Rega przed dorosłymi i podobnie jak Nat, wiedział o planach Riko dotyczących poszukiwania matki w Otchłani. Wydaje się być biegły w podkradaniu przydzielanych przedmiotów na korzyść swoją i grupy.
- Kiyui (jap. キユイ)

Seiyū: Manami Hanawa 
Najmłodsza sierota w sierocińcu Belchero i jeden z przyjaciół Riko. Kiyui nie osiągnął jeszcze statusu Czerwonego Gwizdka, dlatego nosi dzwonek i pomaga w codziennych obowiązkach w sierocińcu, podczas gdy Czerwone Gwizdki trenują.

### Czeluśnicy
- Habolg (jap. ハボルグ Haborugu)

Seiyū: Tetsu Inada 
Przyjazny, znajomy Czarny Gwizdek, który dostarczył biały gwizdek Lyzy i ostatnie notatki na powierzchnię, a także wspierał dwójkę głównych bohaterów wkrótce po ich wyruszeniu w podróż. Jest często odwiedzany przez Riko i jej przyjaciół, kiedy ci nie są w trakcie wyprawy. Riko nazywa go wujkiem.
- Ozen (jap. オーゼン Ōzen)

Seiyū: Sayaka Ōhara 
Kobieta znana jako „Ozen Niewzruszona”. Jest Białym Gwizdkiem dowodzącym obozem poszukiwaczy na drugiej warstwie. Była mentorką Lyzy i pomogła jej sprowadzić Riko z powrotem na powierzchnię po tym, jak urodziła się martwa. Pomimo trudnego charakteru, bardzo troszczyła się o Lyzę i obiecała jej, że wyśle do niej Riko, jeśli nadarzy się ku temu okazja. Ozen umieściła w swoim ciele liczne relikty, które zapewniają jej ogromną siłę i witalność. Habolg twierdzi również, że Ozen schodzi do Otchłani od co najmniej 50 lat. Czasami może wydawać się garbata, chociaż nie odczuwa żadnych widocznych, negatywnych skutków fizycznych związanych z długim pobytem w Otchłani.
- Marulk (jap. マルルク Maruruku)

Seiyū: Aki Toyosaki 
Niebieski Gwizdek i uczeń Ozen, który zaprzyjaźnia się z Riko i Regiem podczas ich pobytu w Obozie Poszukiwaczy. Marulk wygląda jak dziewczyna i nosi niebieski strój pokojówki, ale używa męskiego zaimka boku. Sugeruje się, że Ozen zmusza go do ubierania się w ten sposób.
- Lyza (jap. イザ Raiza)

Seiyū: Maaya Sakamoto 
Matka Riko. Jest byłą podopieczną Ozen i jednym z niewielu czeluśników, którzy uzyskali rangę Białego Gwizdka. Wspomina się, że nie tylko pokonała wiele niebezpieczeństw Otchłani, ale także walczyła z najeźdźcami z obcych narodów.
- Bondrewd (jap. ボンドルド Bondorudo)

Seiyū: Toshiyuki Morikawa 
Biały Gwizdek o złej reputacji, zwany również „Suwerenem Brzasku”. Zarządza Frontem ID, stacją badawczą znajdującą się na dnie piątej warstwy, strzegącą bramy do niższej warstwy Otchłani. Jest odpowiedzialny za eksperymenty na dzieciach, w tym ten, który zamienił Nanachi i Mitty w spaczonych.

### Ido Front
- Pruszka (jap. プルシュカ Purushuka)

Seiyū: Inori Minase 
Adoptowana córka Bondrewda, która spędziła całe swoje życie na piątej warstwie. Kocha Bondrewda i nazywa go tatą. Zaprzyjaźnia się z Riko i pragnie pomóc jej w podróży na dno Otchłani.
- Meinya (jap. メイニャ)

Seiyū: Natsuko Hara 
Zwierzak i lojalny towarzysz Pruszki. Meinya jest stworzeniem wielkości królika zwanym Meinastilim, które Bondrewd dał Pruszce w prezencie, gdy była znacznie młodsza i bardzo straumatyzowana. Wąchanie futra Meinyi zdaje się zapewniać tymczasową odporność na klątwę piątej warstwy, pozwalając wąchającemu widzieć, a tym samym podążać ścieżką Meinyi.

### Mędrcy Ganja
- Wazukyan (jap. ワズキャン)

Seiyū: Hiroaki Hirata 
Kapitan floty Ganja, który przepowiedział przybycie Vueroeruko. Jest jednym z Trzech Mędrców, którzy stworzyli wioskę Iruburu.
- Belaf (jap. ベラフ Berafu)

Seiyū: Mitsuki Saiga 
Towarzysz Wazukyana i Vueroeruko w ich podróży w poszukiwaniu Otchłani. By odnaleźć drogę używał Gwiezdnego Kompasu.
- Vueroeruko (jap. ヴエロエルコ)

Seiyū: Yuka Terasaki 
Vueroeruko sprzeciwiała się utworzeniu wioski Iruburu po odkryciu Złotego Miasta, przez co została wygnana i uwięziona w ciemnej, lepkiej jamie błotnej pod wioską. Woli być nazywana Vueko (jap. ヴエコ) ze względu na swoje długie imię.

### Inni
- Mitty (jap. ミーティ Mīti)

Seiyū: Eri Kitamura 
Dziwna, amorficzna istota żyjąca wraz z Nanachi na czwartej warstwie Otchłani. W przeszłości Mitty była normalną ludzką dziewczyną o rudych włosach i jasnej skórze, zwerbowaną wraz z innymi osieroconymi dziećmi przez Bondrewda. W wyniku wysłania przez Bondrewda na szóstą warstwę stała się spaczoną, a jej wygląd przypomina nieco mocno zniekształconego kota z dużymi ustami, jednym okiem i osobowością podobną do przyjaznego psa. Klątwa uczyniła ją również „nieśmiertelną”, w wyniku czego Bondrewd przeprowadzał na niej makabryczne eksperymenty, aby przetestować jej zdolność regeneracji po potencjalnie śmiertelnych obrażeniach. Mitty ma również zdolność tworzenia antidotum na truciznę stworzeń zamieszkujących Otchłań, co odkryła Nanachi, próbując zakończyć jej cierpienie.

## Manga
Seria ukazuje się w magazynie internetowym „Manga Life Win+” (później przemianowanym na „Web Comic Gamma”) od 20 października 2012. Następnie wydawnictwo Takeshobō rozpoczęło zbieranie rozdziałów do wydań w formacie tankōbon, których pierwszy tom ukazał się 31 lipca 2013. Według stanu na 30 sierpnia 2024, do tej pory wydano 13 tomów.
W Polsce manga wydawana jest przez wydawnictwo Kotori.
Antologia mangi, zatytułowana Made in Abyss kōshiki Anthology: Doshigataki tankutsuka-tachi (jap. メイドインアビス公式アンソロジー 度し難き探窟家たち Meido in Abisu kōshiki ansorojī: Doshigataki tankutsuka-tachi), została wydana 29 lipca 2017. Do lipca 2021 wydano łącznie cztery antologie.
| Nr | Język japoński   | Język japoński         | Język polski     | Język polski           |
| Nr | Data wydania     | ISBN                   | Data wydania     | ISBN                   |
| -- | ---------------- | ---------------------- | ---------------- | ---------------------- |
| 1  | 31 lipca 2013    | ISBN 978-4-8124-8380-0 | wrzesień 2018    | ISBN 978-83-65722-99-7 |
| 2  | 30 czerwca 2014  | ISBN 978-4-8124-8716-7 | listopad 2018    | ISBN 978-83-66132-16-0 |
| 3  | 20 czerwca 2015  | ISBN 978-4-8019-5274-4 | luty 2019        | ISBN 978-83-66132-31-3 |
| 4  | 30 kwietnia 2016 | ISBN 978-4-8019-5516-5 | marzec 2019      | ISBN 978-83-66132-39-9 |
| 5  | 26 grudnia 2016  | ISBN 978-4-8019-5720-6 | czerwiec 2019    | ISBN 978-83-66132-53-5 |
| 6  | 29 lipca 2017    | ISBN 978-4-8019-6011-4 | październik 2019 | ISBN 978-83-66132-70-2 |
| 7  | 27 lipca 2018    | ISBN 978-4-8019-6339-9 | styczeń 2020     | ISBN 978-83-66132-82-5 |
| 8  | 30 maja 2019     | ISBN 978-4-8019-6627-7 | lipiec 2020      | ISBN 978-83-66132-98-6 |
| 9  | 27 lipca 2020    | ISBN 978-4-8019-7029-8 | marzec 2021      | ISBN 978-83-66568-31-0 |
| 10 | 29 lipca 2021    | ISBN 978-4-8019-7390-9 | marzec 2022      | ISBN 978-83-66568-81-5 |
| 11 | 29 lipca 2022    | ISBN 978-4-8019-7802-7 | kwiecień 2023    | ISBN 978-83-67386-53-1 |
| 12 | 31 lipca 2023    | ISBN 978-4-8019-8108-9 | kwiecień 2024    | ISBN 978-83-67386-98-2 |
| 13 | 30 sierpnia 2024 | ISBN 978-4-8019-8393-9 | —                |                        |

## Anime
Adaptację w formie telewizyjnego serialu anime zapowiedziano w grudniu 2016. 13-odcinkowa seria była emitowana od 7 lipca do 29 września 2017 w stacjach AT-X, Tokyo MX, TV Aichi, Sun TV, KBS Kyoto, TVQ, Saga TV i BS11, obejmując zawartość pierwszych trzech tomów mangi. Ostatni odcinek był jednogodzinnym odcinkiem specjalnym. Za reżyserię odpowiada Masayuki Kojima, scenariusz napisał Hideyuki Kurata, postacie zaprojektował Kazuchika Kise, a animacją zajęło się studio Kinema Citrus. Ścieżkę dźwiękową do anime skomponował Kevin Penkin.
Dwa filmy kompilacyjne, zatytułowane Made in Abyss: Tabidachi no yoake (jap. メイドインアビス 旅立ちの夜明け) (obejmujący odcinki 1–8 z nowymi scenami wprowadzającymi) oraz Made in Abyss: Hōrō suru tasogare (jap. メイドインアビス 放浪する黄昏) (obejmujący odcinki 9–13), zostały wydane odpowiednio 4 stycznia i 18 stycznia 2019. Podczas wydarzenia w listopadzie 2017 ogłoszono powstanie kontynuacji.
Po wydaniu pierwszych filmów kompilacyjnych, ujawniono, że sequel będzie filmem zatytułowanym Gekijōban Made in Abyss: Fukaki tamashii no reimei (jap. 劇場版メイドインアビス 深き魂の黎明). Premiera filmu w Japonii odbyła się 17 stycznia 2020, natomiast premiera w Stanach Zjednoczonych miała odbyć się 11 kwietnia 2020 na Anime Boston, jednakże konwent został odwołany z powodu pandemii COVID-19. Regularne pokazy kinowe w USA zostały zaplanowane na 13 (angielski dubbing) i 15 (angielskie napisy) kwietnia.
Po premierze Fukaki tamashii no reimei zapowiedziano sequel. 5 maja 2021 ogłoszono, że będzie to drugi sezon, oficjalnie zatytułowany Made in Abyss: Retsujitsu no ōgonkyō (jap. メイドインアビス 烈日の黄金郷), natomiast jego premiera odbyła się 6 lipca 2022. Główna obsada i personel ponownie wcielili się w swoje role. Ostatni odcinek wyemitowano 28 września 2022.
15 stycznia 2023 zapowiedziano powstanie kontynuacji. W sierpniu 2025 ogłoszono, że będzie to seria filmów, której pierwszą częścią będzie Made in Abyss: Mezameru shinpi (jap. メイドインアビス 目覚める神秘) z premierą w 2026 roku.

### Ścieżka dźwiękowa
| Seria          | Tytuł                                 | Twórcy                   | Źródło   |
| Czołówka       | Czołówka                              | Czołówka                 | Czołówka |
| -------------- | ------------------------------------- | ------------------------ | -------- |
| 1              | „Deep in Abyss”                       | Miyu Tomita i Mariya Ise | [ 5 ]    |
| 2              | „Katachi”                             | Riko Azuna               | [ 57 ]   |
| Napisy końcowe |                                       |                          |          |
| 1              | „Tabi no hidarite, saihate no migite” | Miyu Tomita i Mariya Ise | [ 5 ]    |
| 2              | „Endless Embrace”                     | Myth & Roid              | [ 57 ]   |

### Lista odcinków

#### Sezon 1
| №  | #  | Tytuł                        | Reżyseria       | Scenariusz      | Premiera         |
| -- | -- | ---------------------------- | --------------- | --------------- | ---------------- |
| 1  | 1  | Ōana no machi (大穴の街)     | Hitoshi Haga    | Hideyuki Kurata | 16 stycznia 2022 |
| 2  | 2  | Fukkatsu-sai (復活祭)        | Satoshi Mori    | Hideyuki Kurata | 23 stycznia 2022 |
| 3  | 3  | Shuppatsu (出発)             | Sun Hi Son      | Hideyuki Kurata | 30 stycznia 2022 |
| 4  | 4  | Abisu no fuchi (アビスの淵)  | Shinya Iino     | Keigo Koyanagi  | 6 lutego 2022    |
| 5  | 5  | Kasō hō (火葬砲)             | Toshiharu Kudō  | Keigo Koyanagi  | 13 lutego 2022   |
| 6  | 6  | Shīkā kyanpu (監視基地)      | Hitoshi Haga    | Keigo Koyanagi  | 20 lutego 2022   |
| 7  | 7  | Fudō kyō (不動卿)            | Shinya Iino     | Hideyuki Kurata | 27 lutego 2022   |
| 8  | 8  | Seizon kunren (生存訓練)     | Shinya Iino     | Hideyuki Kurata | 6 marca 2022     |
| 9  | 9  | Dai dansō (大断層)           | Hitoshi Haga    | Hideyuki Kurata | 13 marca 2022    |
| 10 | 10 | Doku to noroi (毒と呪い)     | Sun Hi Son      | Keigo Koyanagi  | 20 marca 2022    |
| 11 | 11 | Nanachi (ナナチ)             | Toshiharu Kudō  | Keigo Koyanagi  | 27 marca 2022    |
| 12 | 12 | Noroi no shōtai (呪いの正体) | Masayuki Kojima | Keigo Koyanagi  | 3 kwietnia 2022  |
| 13 | 13 | Idomu monotachi (挑む者たち) | Satoshi Mori    | Hideyuki Kurata | 10 kwietnia 2022 |

#### Sezon 2
| №  | #  | Tytuł                                            | Reżyseria                       | Scenariusz      | Premiera         |
| -- | -- | ------------------------------------------------ | ------------------------------- | --------------- | ---------------- |
| 14 | 1  | Rashinban wa yami o sashita (羅針盤は闇を指した) | Masayuki Kojima                 | Hideyuki Kurata | 6 lipca 2022     |
| 15 | 2  | Kaerazu no miyako (還らずの都)                   | Yūki Koike                      | Hideyuki Kurata | 13 lipca 2022    |
| 16 | 3  | Narehate mura (成れ果て村)                       | Hitoshi Haga                    | Hideyuki Kurata | 20 lipca 2022    |
| 17 | 4  | Yūjin (友人)                                     | Motoki Nakanishi, Kōji Furukuwa | Hideyuki Kurata | 27 lipca 2022    |
| 18 | 5  | Hitoku (秘匿)                                    | Kōji Furukuwa                   | Hideyuki Kurata | 3 sierpnia 2022  |
| 19 | 6  | Yobikomi (呼び込み)                              | Shunsuke Takarai                | Hideyuki Kurata | 10 sierpnia 2022 |
| 20 | 7  | Yokubō no yōran (欲望の揺籃)                     | Yūki Koike                      | Hideyuki Kurata | 17 sierpnia 2022 |
| 21 | 8  | Negai no katachi (願いの形)                      | Motoki Nakanishi                | Hideyuki Kurata | 24 sierpnia 2022 |
| 22 | 9  | Kikan (帰還)                                     | Hitoshi Haga                    | Hideyuki Kurata | 31 sierpnia 2022 |
| 23 | 10 | Hirou mono subete (拾うものすべて)               | Takushi Koide                   | Hideyuki Kurata | 7 września 2022  |
| 24 | 11 | Kachi (価値)                                     | Shunsuke Takarai                | Hideyuki Kurata | 14 września 2022 |
| 25 | 12 | Ōgon (黄金)                                      | Masayuki Kojima, Hitoshi Haga   | Hideyuki Kurata | 28 września 2022 |

## Gra komputerowa
W maju 2021 zapowiedziano fabularną grę akcji 3D, wyprodukowaną przez Chime Corporation i wydaną przez Spike Chunsoft. Gra, zatytułowana Made in Abyss: Binary Star Falling into Darkness, posiada pełny dubbing w języku angielskim i japońskim oraz oryginalną historię, nad którą pieczę sprawował Tsukushi. Została wydana w Japonii 1 września 2022 na platformach PlayStation 4, Nintendo Switch i Steam. Dzień później produkcja ukazała się także w Ameryce Północnej i Europie.

## Film live action
W czerwcu 2021 roku Columbia Pictures ogłosiło, że trwają prace nad adaptacją w formie filmu live-action. Film zostanie wyprodukowany przez Roya Lee i Masiego Okę, a adaptacją zajmie się Kevin McMullin.

## Odbiór

### Manga
Do lutego 2020 manga sprzedała się w nakładzie ponad 3 miliony egzemplarzy.
W 2018 roku manga Made in Abyss została nominowana do 11. nagrody Manga Taishō i otrzymała łącznie 40 punktów, zajmując 8. miejsce. W rankingu Kono manga ga sugoi! na rok 2018 seria znalazła się na 13. miejscu w kategorii dla chłopców. W tym samym roku została także nominowana do 12. edycji francuskiej nagrody Prix Asie de la Critique przyznawanej przez ACBD. Made in Abyss otrzymało nagrodę za doskonałość podczas 52. ceremonii wręczenia nagród Nihon mangaka kyōkai shō w 2023 roku.

### Anime
Made in Abyss spotkało się z pozytywnym przyjęciem i jest uznawane za jeden z najlepszych seriali anime lat 2010. Platforma Crunchyroll umieściła serial na liście „100 najlepszych anime lat 2010”. Również portal IGN wymienił go wśród najlepszych seriali anime 2010 roku. Lauren Orsini z magazynu Forbes umieściła Made in Abyss na swojej liście najlepszych anime dekady. W roku 2018 było to jedno z dzieł rekomendowanych przez jury w kategorii animacji podczas 21. edycji Japan Media Arts Festival. Nick Creamer z Anime News Network pochwalił anime za skupienie się na przygodzie oraz za skuteczne budowanie fabuły. Docenił także oprawę graficzną i muzykę, które podkreślają piękno i grozę Otchłani.
W 2018 roku Made in Abyss zostało nagrodzone tytułem anime roku oraz uhonorowane nagrodą za najlepszą muzykę podczas 2. edycji Crunchyroll Anime Awards. Dodatkowo, podczas 4. gali Anime Trending Awards serial zwyciężył w trzech kategoriach: najlepsza adaptacja, najlepsza ścieżka dźwiękowa oraz anime akcji lub przygodowe roku, a także był nominowany w kilku innych kategoriach. W 2019 roku zdobył również 25. nagrodę Manga Barcelona w kategorii najlepsze anime. W 2023 roku drugi sezon był nominowany do 7. nagrody Crunchyroll Anime Awards w kilku kategoriach, jednak tym razem nie zdobył żadnej z nich. Niemniej jednak, został uhonorowany tytułem najlepszego anime fantasy podczas 9. gali Anime Trending Awards.